# Wiesław Witkowski
Wiesław Witkowski (ur. 7 stycznia 1927 w Warszawie, zm. 25 lutego 2022 w Krakowie) – polski filolog, językoznawca, rusycysta i ukrainista. Emerytowany profesor zwyczajny Uniwersytetu Jagiellońskiego.

## Życiorys
Urodził się w rodzinie kresowej; pochodząca z Wołynia matka, Barbara z d. Barcikowska, była nauczycielką, ojciec, Czesław, rodem z Podola – inżynierem. Uczył się w Łodzi, Skierniewicach, a podczas okupacji na tajnych kompletach (mała matura) i w szkole handlowej; dużą maturę uzyskał w Liceum Ogólnokształcącym im. Bolesława Prusa w Skierniewicach. W latach 1946–1952 studiował polonistykę ze specjalizacją slawistyczną na Uniwersytecie Jagiellońskim. Jego nauczycielami byli m.in. Tadeusz Grabowski, Zenon Klemensiewicz, Tadeusz Lehr-Spławiński, Kazimierz Nitsch, Jan Safarewicz, Kazimierz Wyka, a przede wszystkim Jan Janów – kierownik Zakładu Języków Ruskich Studium Słowiańskiego.
Kariera akademicka Wiesława Witkowskiego rozwijała się od posady asystenta-wolontariusza (1948) na III roku studiów, przez stanowiska: młodszego asystenta (1950), starszego asystenta (1954), adiunkta (1963), docenta (1969), profesora nadzwyczajnego (1978), aż do profesora zwyczajnego (1992). W 1963 roku obronił doktorat poświęcony językowi Leksykonu Pamby (Pamwy) Beryndy, habilitację otrzymał na podstawie rozprawy o języku Joannicjusza Galatowskiego. W latach 1984–1993 był dyrektorem Instytutu Filologii Rosyjskiej (od 1989 – Wschodniosłowiańskiej) UJ. W macierzystej jednostce kierował Zakładem Języka Rosyjskiego (1973–1993) i Katedrą Ukrainistyki (1994–1998); w latach 1981–1983 kierował Studium Doktoranckim Filologii Rosyjskiej i Słowiańskiej UJ.
Zajmował się językoznawstwem diachronicznym, głównie ukrainistycznym oraz rusycystycznym. Obiektem jego badań były m.in.: ukraiński język literacki XVII–XVIII w., język starobiałoruski, leksyka i dialektologia języka białoruskiego, rozmaite zagadnienia gramatyki historycznej języka rosyjskiego, zapożyczenia polskie w językach wschodniosłowiańskich, szczególnie w ruszczyźnie, onomastyka wschodniosłowiańska, drukarstwo cyrylickie w Rzeczypospolitej, język Baczwańców.
Był promotorem ok. 200. prac magisterskich oraz kilkunastu rozpraw doktorskich.
Był członkiem takich gremiów naukowych, jak: Komisje Słowianoznawstwa oraz Językoznawstwa Oddziału PAN w Krakowie (członek honorowy), Komisja Wschodnioeuropejska na Wydziale II Historyczno-Filozoficznym PAU, Komitet Słowianoznawstwa PAN, Międzynarodowa Asocjacja Ukrainistów, Międzynarodowa Asocjacja Białorutenistów, Polskie Towarzystwo Rusycystyczne, Polskie Towarzystwo Językoznawcze.
Mieszkał w Krakowie. Zmarł 25 lutego 2022 roku. Został pochowany na cmentarzu Rakowickim.

## Publikacje
Spis publikacji za lata 1955–1996 zamieszczony jest w książce Słowianie Wschodni. Między językiem a kulturą. Księga jubileuszowa dedykowana Profesorowi Wiesławowi Witkowskiemu w siedemdziesiątą rocznicę urodzin. Anna Bolek (red.), Adam Fałowski (red.), Bożena Zinkiewicz-Tomanek (red.). Kraków: Wydawnictwo Bogdan Grell i córka s.c., 1997, s. 13–24. ISBN 83-907348-1-8.
Książki
- Fonetyka Leksykonu Pamby Beryndy (1964).
- Wybór tekstów do historii języka rosykskiego (razem z Tadeuszem Lehrem-Spławińskim, 1965, wyd. 2 – 1981).
- Język ukraiński (seria: „Nauka dla Wszystkich”, 1968).
- Język utworów Joannicjusza Galatowskiego na tle języka piśmiennictwa ukraińskiego XVII wieku (1969).
- Katalog starodruków cyrylickich Muzeum Zamku w Łańcucie (Dział Sztuki Cerkiewnej) (1994)
- Słownik zapożyczeń polskich w języku rosyjskim (1999).
- Nowy słownik zapożyczeń polskich w języku rosyjskim (2006).

## Ocena
Profesor Wiesław Witkowski jest uczonym dużego formatu. Jego ogromna erudycja – coraz rzadziej dziś spotykana – w zakresie zarówno filologii, jak i historii oraz historii kultury nie tylko Słowian wschodnich, ale i innych narodów europejskich stawia Go w rzędzie wybitnych polskich slawistów.

## Upamiętnienie
Jubileusze
- „Słowianie Wschodni. Duchowość – Kultura – Język”, Kraków: Instytut Filologii Wschodniosłowiańskiej UJ, 18–19 kwietnia 1997 roku; sesja z okazji 70-lecia urodzin profesorów Ryszarda Łużnego i Wiesława Witkowskiego[11].
- Jubileusz Prof. Wiesława Witkowskiego. Kraków: Instytut Filologii Wschodniosłowiańskiej UJ, 28 marca 2007 roku. www.rubl.uj.edu.pl. [dostęp 2012-01-14].

Dedykowane książki
- Słowianie Wschodni. Między językiem a kulturą. Księga jubileuszowa dedykowana Profesorowi Wiesławowi Witkowskiemu w siedemdziesiątą rocznicę urodzin. Anna Bolek (red.), Adam Fałowski (red.), Bożena Zinkiewicz-Tomanek (red.). Kraków: Wydawnictwo Bogdan Grell i córka s.c., 1997. Brak numerów stron w książce
- Słowianie Wschodni. Duchowość – Kultura – Język. Księga referatów wygłoszonych na sesji jubileuszowej z okazji siedemdziesięciolecia urodzin Profesora Ryszarda Łużnego i Profesora Wiesława Witkowskiego. Kraków 18–19 kwietnia 1997. Anna Bolek (red.), Danuta Piwowarska (red.), Anna Raźny (red.). Kraków: Wydawnictwo UJ, 1998. Brak numerów stron w książce
- W świecie Słowian. Szkice z dziejów leksykologii i leksykografii. Księga dedykowana Profesorowi Wiesławowi Witkowskiemu w osiemdziesiątą piątą rocznicę urodzin. Halina Chodurska (red. nauk.), Anna Mażulis-Frydel (red. nauk.), Anna Radzik (red. nauk.). Kraków: Oficyna Wydawnicza „Impuls”, 2013. Brak numerów stron w książce